# Церковь Григория Просветителя (Татевский монастырь)
Церковь Сурб Григор Лусаворич (Св. Григория Просветителя) Татевского монастыря была воздвигнута сюникским князем Пилипосом в середине IX в., в период восстановления Арменией независимости и провозглашения средневекового армянского Анийского царства Багратуни.
Сурб Григор Лусаворич — наиболее раннee из сохранившихся культовых сооружений обители. По сообщению историка, политического и церковного деятеля XIII в. Степаноса Орбеляна первая церковь была воздвигнута здесь еще в IV в. и имела весьма скромный вид. Именно на её месте и была впоследствии сооружена церковь Св. Григория Просветителя, к стенам которой с юга позже примкнул собор святых апостолов Петра и Павла. Церковь была разрушена землетрясением в 1138 г., и была восстановлена в конце XIII в. династией Орбелян. С архитектурной точки зрения — это сводчатый зал с умеренным декором, отражающий эволюцию перехода от сурового раннего средневековья к эпохе просвещения, свойственной для Татева. Церковь Св. Григория Просветителя уникальна тем, что именно вокруг неё и стал «собираться» Татевский монастырский комплекс.